# Der Pass
Der Pass is een Duits-Oostenrijkse tv-misdaadserie van Cyrill Boss en Philipp Stennert met Julia Jentsch en Nicholas Ofczarek in de hoofdrollen. Na Babylon Berlin en Das Boot is dit de derde eigen productie van Sky Deutschland. De première vond plaats op 21 september 2018 op het Tribeca TV Festival, de Oostenrijkse première op 15 januari 2019 in de Urania-Kino in Wenen en de Duitse première op 16 januari 2019 in het Gloria-Palast in München. De scenarioschrijvers lieten zich inspireren door de Deens-Zweedse serie The Bridge, de plot werd verplaatst naar het Duits-Oostenrijkse grensgebied. Der Pass toont, naast het politiewerk, ook het daderperspectief. De auteurs werden geadviseerd door casusanalist Alexander Horn. Het werd voor het eerst uitgezonden op 25 januari 2019 op Sky One en op ZDF vanaf 1 december 2019.
Op 20 februari 2019 werd aangekondigd dat de Duitse zender opdracht had gegeven tot nieuwe afleveringen voor een tweede seizoen, dat in de winter van 2019/20 zou moeten worden opgenomen. Het filmen werd na 40 dagen fotograferen onderbroken vanwege de coronacrisis.

## Verhaal
Een wreed geënsceneerd lijk wordt gevonden op een bergpas aan de Duits-Oostenrijkse grens. De Duitse opsporingsautoriteiten sturen de jonge, toegewijde commissaris Ellie Stocker uit Berchtesgaden, voor wie deze zaak de eerste grote uitdaging van haar carrière is. Maar haar tegenhanger uit Oostenrijk, de cynische en weinig betrokken inspecteur Gedeon Winter, toont aanvankelijk weinig interesse in samenwerking.
Als er kort daarna meer symbolisch geordende lijken worden gevonden, wordt duidelijk dat het hier om een seriemoordenaar gaat. Hij laat de boodschap Die rote Jahreszeit kommt (Het rode seizoen komt eraan) achter bij zijn slachtoffers en stileert zichzelf als Krampus die de samenleving moet straffen voor haar zonden. De dader wil het goede voorbeeld geven en ziet zijn misdaden als een werk dat als een wake-up call moet dienen. Tot de slachtoffers behoren daarom ook een Bulgaarse smokkelaar die verantwoordelijk was voor de dood van veel vluchtelingen die opgesloten waren in een vrachtwagen, en de manager van een stichting die op grote schaal vals speelde.
De druk op Stocker en Winter om de dader te stoppen neemt toe met elk nieuw slachtoffer. In hun onderzoek dringen de twee onderzoekers dieper en dieper door in de donkere valleien, de archaïsche gebruiken van de regio en de waanwereld van de moordenaar. De rechercheurs slagen erin om via een online portal in contact te komen met de dader. Ze hopen hem zo te identificeren, of in ieder geval een val voor hem te zetten. Maar hierdoor worden de tafels en netwerken het appartement van commissaris Stocker, terwijl zij en Winter denken hem te repareren. Zo wordt de dader altijd geïnformeerd en de politie altijd een stap voor. Stiekem is hij zelfs verliefd geworden op de inspecteur en geniet hij van de foto's van haar. Aangezien er nu een freerider is, valt de politie ook op hem en geeft hem de schuld van de "Krampus-moorden".
De speciale commissie wordt ontbonden en aangezien er in feite al een jaar geen moorden meer hebben plaatsgevonden, lijkt de wereld weer in orde te zijn. Commissaris Winter is ervan overtuigd dat dit een misvatting is als men per ongeluk lichaamsdelen vindt die begraven zijn in het bos en die daar al minstens een jaar zijn 'gebracht'. Winter's ambitie wordt gewekt om de echte schuldige te vinden, en hij probeert Ellie Stocker ervan te overtuigen dat de "Krampus-moordenaar" nog steeds op vrije voeten is. Na aanvankelijke aarzeling deed ze de afgelopen jaren onderzoek naar alle gevallen van vermiste personen in de hoop aanwijzingen te vinden over het lichaam van de laatste vrouw. Haar zoektocht leidt haar naar het buitenland, waar ze een vrouw kan vinden die haar zus al twee jaar mist. Nadat Stocker er zeker van is dat de dode vrouw de vermiste jonge vrouw is, laat ze haar zus haar de laatste mobiele telefoonfoto's sturen die haar in een berggebied laten zien. Met de hulp van Winter kunnen ze de bosherberg lokaliseren waar de jonge vrouw als kokkin werkte en toen een jaar geleden plotseling verdween. Volgens een getuigenis werd ze verschillende keren gezien in de buurt van een hut waar een jonge man had gewoond. Op deze manier weet Winter Gregor Ansbach te identificeren als de laatste gebruiker van de hut. Tijdens het zoeken naar hem realiseert Winter zich dat Ansbach al een tijdje in de directe omgeving van Ellie Stocker woont. Als Winter Stocker wil waarschuwen, is Ansbach, aangezien hij door zijn surveillanceactiviteiten op de hoogte wordt gesteld van de stand van het onderzoek tegen hem, al bij Stocker aangekomen en laat haar iets met hem drinken. Het verbaast hem niet langer dat zijn arrestatie op handen is. Hij legt zijn geliefde uit dat hij altijd wist dat de dag zou komen en dat hij er klaar voor was. Als Winter en de SEK arriveren, laat hij zich zonder tegenstand arresteren. Tijdens het eerste verhoor vertelt hij Winter dat een vrouw hem heeft gered en dat hij nu voor altijd met haar verbonden is. Wat Ansbach hiermee bedoelde, wordt duidelijk de volgende dag, wanneer Stocker instort met acute symptomen van intoxicatie en pas aan de dood ontsnapt door Winters 'snelle tussenkomst. Tegelijkertijd sterft Ansbach onopgemerkt in zijn onderzoekscel - aan hetzelfde gif dat hij aan Stockers drankje toevoegde.

## Rolverdeling

### Hoofdrollen
- Julia Jentsch - Ellie Stocker
- Nicholas Ofczarek - Gedeon Winter
- Franz Hartwig - Gregor Ansbach
- Hanno Koffler - Claas Wallinger
- Lucas Gregorowicz - Charles Turek
- Lukas Miko - Sebastian Brunner
- Natasha Petrovic - Milica
- Martin Feifel - Christian Ressler
- Theresa Martini - Louisa Baumgartner
- Victoria Trauttmansdorff - Johanna Stadlober
- Antonia Moretti - Joy
- Rony Herman - Sven Rieger
- Christian Baumann - Thomas Braun
- Christian Aumer - Commissaris Widmann
- David Baalcke - Klaus Lehmann
- Maria Bachmann - Martina Bartl
- Hans Brückner - Minister van Binnenlandse Zaken G. Klein
- Katrin Filzen - Sara Körner
- Nikolaus Frei - Max Zeller
- Katharina Friedl - Miriam Tander
- Matthias Ransberger - Fred
- Ruth Wohlschlegel - Makelaar
- David Zimmerschied: Felix Riffeser alias Manus „De hand“
- Katja Brenner - Boekhandelaar
- Rainer Haustein - Richy
- Harald Schrott - Johannes Tischler
- Christina Baumer - Jonge vrouw
- Christian Buse - Hunter Rainer
- Carolin Sophie Göbel - Politie-detective
- Clemens Aap Lindenberg - Califati
- Reinhold G. Moritz - Ex-inspecteur Hahn
- Matthias Hack - Ben Heller
- Ernst Stötzner - Wolfgang Stocker
- Franziska Hackl - Claudia Gernot

## Productie
De opnames voor het eerste seizoen vonden plaats van november 2017 tot april 2018 in Duitsland en Oostenrijk. De film is opgenomen in Bad Gastein, Berchtesgaden, Graz, Söcking (Starnberg), Wenen en op de Grundlsee en in Sportgastein.
De serie is geproduceerd door het Duitse Wiedemann & Berg Filmproduktion, coproducent is het Oostenrijkse Epo-Film. De productie werd gefinancierd door het FilmFernsehFonds Bayern, Fernsehfonds Austria, de Filmförderung des Landes Salzburg, de CINESTYRIA Filmcommission and Fonds en de Film Commission Graz.
Andreas Baltschun en Lucas Seeberger waren verantwoordelijk voor de montage, Thomas Oláh voor het kostuumontwerp, Heike Lange voor het productieontwerp, Herbert Verdino, Walter Fiklocki en Quirin Böhm voor het originele geluid, Nico Krebs voor het uiteindelijke geluidsontwerp en de mix en Tatjana Luckdorf en voor het make-upbeeld. Evgenia Popova.
De opnames voor het tweede seizoen begonnen in januari 2020. Het filmen werd na 40 dagen filmen onderbroken vanwege de coronapandemie en zou in het najaar van 2020 moeten doorgaan.

## Ontvangst
Anna-Maria Wallner schreef in het dagblad Die Presse dat na de eerste aflevering de angst weggenomen was dat de serie te lang zou blijven hangen met clichématige verschillen tussen Duitse en Oostenrijkse mentaliteit. Het verhalende pad is moedig en nogal ongebruikelijk, waarin de kijker in aflevering drie leert wie de moordenaar is. Dat de spanning aanhoudt, komt vooral door de opvallend sterke beelden en de sombere tint. De eerste scène doet denken aan de vluchtelingendrama bij Parndorf.
De filmjournalist Oliver Kaever verwees in zijn artikel over Der Spiegel naar de huidige tijdreferenties van de serie. Het gaat over isolatie, de kracht van internet en digitale bewakingsfantasieën. “Deze actualiteiten verdwijnen echter nog steeds met het oog op het verdriet dat hier krachtig verspreidt dat de mens een wolf voor de mens is. En de wereld is niet een plek die vergeeft."
Tilmann P. Gangloff ontdekte op Tittelbach.tv dat de productie zich met de eerste afbeeldingen emancipeerde van het Deens-Zweedse model. Qua vakmanschap is de serie uitmuntend. De muziek drijft de spanning regelmatig naar de climax. “De scènewisselingen zijn soms van verbazingwekkende verfijning, de montage is uitstekend en cameraman Philip Peschlow heeft opnames gemaakt van gruwelijke schoonheid. Toch leeft een serie als deze van de personages en hun acteurs."
In de Süddeutsche Zeitung schreef Claudia Tieschky over een buitengewoon perfecte misdaadserie, waarin het gedoseerde mysterie alleen maar speciale buien creëert, als begeleiding bij de klassieke, keiharde jacht op een seriemoordenaar.

## Prijzen en nominaties (selectie)
Goldene Kamera 2019
- Award als Beste Serie[14]
- Nominatie in de categorie Beste Schauspieler (Nicholas Ofczarek)

Romy Award 2019
- Award in de categorie Beste TV-Serie (Quirin Berg, Max Wiedemann, Dieter Pochlatko, Jakob Pochlatko)[15][16]
- Award in de categorie Beste(r) ProduzentIn TV-Film (Quirin Berg, Max Wiedemann, Dieter Pochlatko, Jakob Pochlatko)

Bayerischer Fernsehpreis 2019
- Nominatie in de categorie Beste Schauspieler (Nicholas Ofczarek)[17]

Venice TV Award 2019
- Nominatie in de categorie Beste TV Serie[18]

Duitse Academie voor Televisie - Televisieprijs 2019
- Award in de categorie sound design (Herbert Verdino (origineel geluid), Nico Krebs (mixen en sound design), Wolfi Müller (noise maker))[19]
- Award in de categorie Casting (Daniela Tolkien)
- Nominatie in de categorie productie (Quirin Berg en Max Wiedemann)
- Nominatie in de categorie redactie/productie (Oliver Ossege en Quirin Schmidt)
- Nominatie in de categorie Acteur Hoofdrol (Nicholas Ofczarek)

Jupiter Award 2020
- Nominatie in de categorie Beste TV-Serie National[20]

Grimme-Preis 2020
- Award in de categorie Fiktion
  - Cyrill Boss en Philipp Stennert (script/regisseur)
  - Philip Peschlow (camera)
  - Quirin Berg en Quirin Schmidt (vertegenwoordiger voor productie)
  - Julia Jentsch, Nicholas Ofczarek en Franz Hartwig (afbeelding)[21]

Deutscher Fernsehpreis 2020
- Award in de categorie Beste dramaserie[22]
- Nominatie in de categorie Beste Acteur (Nicholas Ofczarek)
- Nominatie in de categorie Best Director Fiction (Cyrill Boss, Philipp Stennert)
- Nominatie in de categorie Best Cinematography Fiction (Philip Peschlow)